# Tadeusz Starostecki
Tadeusz Bronisław Starostecki (ur. 7 kwietnia 1910 w Łodzi, zm. 30 października 1968) – polski autor powieści kryminalnych i sensacyjnych, tworzący w czasach II Rzeczypospolitej, jak i wczesnego PRL; dziennikarz, działacz kulturalny i społeczny. Redaktor „Głosu Ludu Miast i Wsi” w 1936, po wojnie redaktor naczelny „Życia Świdnickiego”. Ostatnie lata swego życia spędził w Świdnicy.

## Powieści
- Krwawy reporter (1934, wznowiona w 2016) Wydane w 1934 , "Co tydzień powieść"nr.43 pod tytułem:Zbrodnia za kulisami.
- Zegar Zemsty (1935, „Co tydzień powieść”)
- Plan Wilka (1956, wznowiona w 2017)